# Atak na hotel Savoy
Atak na hotel Savoy – atak terrorystyczny przeprowadzony przez palestyńskich terrorystów z Al-Fatah na hotel Savoy Tel Awiw w Tel Awiwie w nocy z 4 na 5 marca 1975.

## Historia
Atak terrorystyczny na Tel Awiw został zaplanowany przez Abu Dżihada, jednego z założycieli organizacji al-Fatah. Miał być to odwet za operację „Wiosna Młodości” (9/10 kwietnia 1973), podczas której w Bejrucie i Sydonie zginęło trzech wysokich dowódców organizacji Czarny Wrzesień.

### Przygotowania do ataku
Pierwotny plan przewidywał przeprowadzenie ataku na nadmorskie miasto Naharijja w dwa miesiące wcześniej, ale napastnicy nie zdołali odnaleźć miasta z morza. Zrezygnowano więc z ataku. Za cel kolejnego ataku wybrano Tel Awiw. Napastnicy mieli po wylądowaniu na plaży zaatakować klub młodzieżowy oraz dawną siedzibę Opery Izraela (do 1982). Założono, że weźmie się jak największą liczbę zakładników, a następnie wysunie żądanie uwolnienia z izraelskich więzień 20 arabskich terrorystów oraz prawosławnego arcybiskupa aresztowanego za przemyt broni. Jeśli więźniowie zostaliby uwolnieni, napastnicy razem z zakładnikami ewakuowaliby się prywatnym transportem lotniczym do Damaszku. Jeśli żądania nie zostałyby spełnione w ciągu czterech godzin, wówczas napastnicy mieli zabić wszystkich zakładników i popełnić samobójstwa.
Członkowie grupy byli specjalnie szkoleni, aby w przypadku zatrzymania zeznali podczas przesłuchań, że przybyli z Egiptu, aby w ten sposób zakłócić negocjacje pokojowe egipsko-izraelskie i odsunąć zagrożenie odwetu od Libanu.

### Przebieg ataku

Schemat ilustrujący sposób przeprowadzenia ataku na hotel Savoy

Grupa ośmiu terrorystów załadowała się 3 marca 1975 w pobliżu libańskiego portu Tyr na egipski statek handlowy „Fakhri al-Din”. Na morzu okazało się, że jeden z pontonów, na których planowano lądować na plaży, ma uszkodzony silnik. Dowódca oddziału postanowił, że obie grupy popłyną na jednej łodzi.
W dniu 4 marca około godziny 23.00 na plaży w Tel Awiwie wylądowały dwie grupy palestyńskich terrorystów. Napastnicy byli uzbrojeni w karabiny Kałasznikowa, pistolety, granaty ręczne oraz materiały wybuchowe. Po wylądowaniu na plaży terroryści weszli w obręb budynków i bardzo szybko stracili orientację w terenie. Celem ataku stał się Hotel Savoy, jedyny oświetlony budynek na rogu ulic HaYarkon i Ge'ula. Podczas ataku na hotel zginęło trzech cywili. Wykorzystując zamieszanie trzem osobom udało się uciec, jednak większość pracowników i gości stała się zakładnikami. Gdy napastnicy usiłowali opuścić z zakładnikami hotel, powstrzymał ich izraelski żołnierz Moshe Doychman, który zginął w strzelaninie.

### Negocjacje i odbicie zakładników
Hotel został natychmiast otoczony przez izraelskie siły specjalne. Negocjacje z terrorystami prowadzono przy pośrednictwie jednego z zakładników Kohawu Lewiego, który znał język arabski. Podczas rozmów z oficerami izraelskich sił bezpieczeństwa, Levy przekazał szczegółowe informacje o terrorystach.
W nocy 5 marca, o godzinie 4.20, cztery oddziały izraelskich komandosów Sajjeret Matkal przeprowadziły szturm na hotel Savoy. W trakcie akcji odbijania zakładników zginęło 7 terrorystów, a jednego aresztowano. W strzelaninie zginęło 5 zakładników (kolejnych 5 zakładników uratowano) i 2 izraelskich komandosów. Większość zabitych zakładników było cudzoziemcami - byli obywatelami Niemiec, Francji i Szwajcarii.
W kilka godzin po ataku Marynarka Wojenna Stanów Zjednoczonych zatrzymała na Morzu Śródziemnym statek, z którego terroryści przeprowadzili atak. Załoga statku została aresztowana.